# Симптоми Тауссіга
Симптоми Тау́ссіга (англ. Taussig symptoms) — двоє діагностичних очних симптомів, які виникають у розпал гарячки паппатачі. Є разом з симптомом Піка патогномонічними для цієї інфекційної хвороби.
- Перший симптом Тауссіга являє собою відчуття різкого болю, який виникає у хворого під час підняття пальцями його верхньої повіки, що робить лікар як діагностичний прийом.
- Другий симптом Тауссіга — різка болісність, коли хворому натискають на очні яблука.

Симптоми описав у 1905 році під час спостереження за хворими з цією патологією австро-угорський мікробіолог чеського походження Сієгмунд Тауссіг, який надалі встановив вірусне походження хвороби і дав їй сучасну назву.